# Bölkow
Bölkow va ser un fabricant d'aeronaus d'Alemanya Occidental amb base a Stuttgart, i posteriorment a Ottobrunn.

## Història
L'empresa va ser fundada l'any 1948 per Ludwig Bölkow qui, des del 1955 junt a Emil Weiland, havia desenvolupat, helicòpters per Bölkow Entwicklungen KG.
El mes de juny de 1968, Bölkow es va fusionar amb Messerschmitt AG per formar Messerschmitt-Bölkow, una combinació que va crear l'empresa d'aeronaus més gran d'Alemanya Occidental, amb unes vendes totals properes als 150 milions de dòlars (del 1968). Aquesta fusió va ser promoguda pel govern alemany. El mes de maig del 1969, l'empresa es va tornar a fusionar, aquest cop amb Hamburguer Flugzeugbau (HFB), formant Messerschmitt-Bölkow-Blohm (MBB). MBB va ser comprada per Daimler-Benz a principis de la dècada de 1990, esdevenint part de DASA, la qual, al 2000 va passar a formar part d'EADS.

## Productes

### Aeronaus
- Bölkow Bo 207
- Bölkow Bo 208 Junior
- Bölkow Bo 209 Monsun

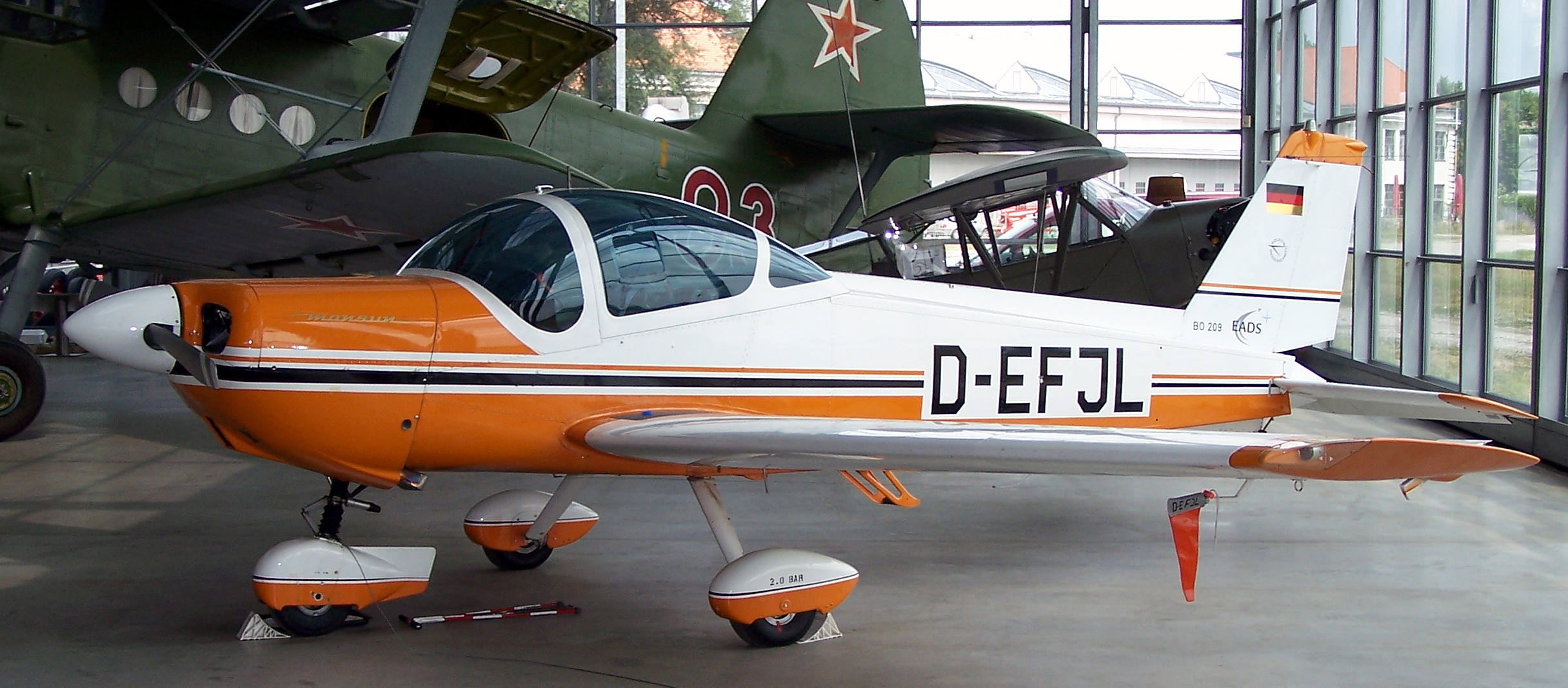
Bölkow Bo 209 Monsun, primer vol 1967

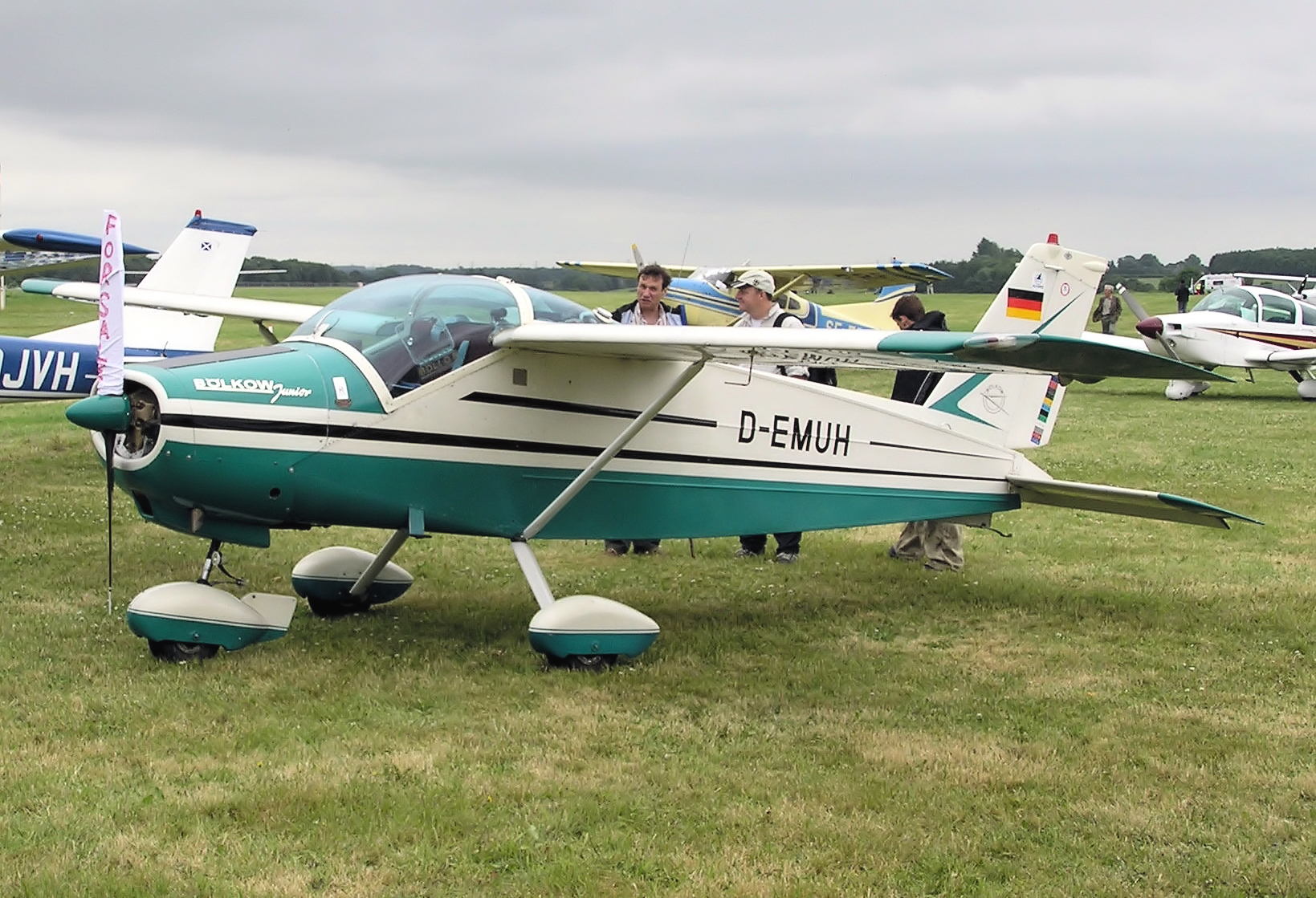
Bölkow Bo.208c Junior, construïda el 1966

- Bölkow Phoebus, variants A, A1, B, B1, B3, C planadors

### Helicòpter
- Bölkow Bo 46
- Bölkow Heidelbergrotor Sistema de rotor experimental
- Bölkow Bo 70 Projecte amb experimental "Heidelberg Rotor"
- Bölkow Bo 102
- Bölkow Bo 103
- MBB Bo 105
- MBB/Kawasaki BK 117 projecte de Junta amb Kawasaki

### Míssils
- Cobra (míssil)
- HOT (míssil)
- MILAN
- Roland (míssil)